# Danh sách cầu thủ tham dự Cúp bóng đá châu Phi 1963
Dưới đây là danh sách các đội hình thi đấu tại Cúp bóng đá châu Phi 1963.

## Bảng A

### Ethiopia
Huấn luyện viên: Yidnekatchew Tessema

| Số | VT | Cầu thủ                 | Ngày sinh (tuổi)           | Trận | Bàn | Câu lạc bộ\|        |
| -- | -- | ----------------------- | -------------------------- | ---- | --- | ------------------- |
|    | TM | Gilamichael Teklemariam |                            |      |     |                     |
|    |    | Asmelash Berhe          |                            |      |     |                     |
|    |    | Awad Mohammed           |                            |      |     |                     |
|    |    | Berhe Goitom            |                            |      |     |                     |
|    |    | Kiflom Araya            |                            |      |     |                     |
|    |    | Tesfaye Gebremedhin     |                            |      |     |                     |
|    | TV | Girma Tekle             |                            |      |     |                     |
|    | TV | Gebremedhin Tesfayé     |                            |      |     |                     |
|    | TV | Luciano Vassalo         | 15 tháng 8, 1935 (28 tuổi) |      |     | Cotton Factory Club |
|    | TV | Mengistu Worku          | 1940                       |      |     | Saint George        |
|    |    | Getachew Wolde          |                            |      |     |                     |
|    |    | Netsere Woldeselassie   |                            |      |     |                     |

### Ghana
Huấn luyện viên: Charles Gyamfi

| Số | VT | Cầu thủ             | Ngày sinh (tuổi)            | Trận | Bàn | Câu lạc bộ\|        |
| -- | -- | ------------------- | --------------------------- | ---- | --- | ------------------- |
|    | TM | Dodoo Ankrah        | 8 tháng 3, 1934 (29 tuổi)   |      |     | Real Republicans    |
|    | TM | Ernest Joe De Graft |                             |      |     | Cornerstones Kumasi |
|    | HV | Addo Odametey       | 23 tháng 2, 1937 (26 tuổi)  |      |     | Real Republicans    |
|    | HV | Joe Aikins          |                             |      |     | Cornerstones Kumasi |
|    | HV | Atta Kwame          | 22 tháng 11, 1935 (28 tuổi) |      |     | Brong-Ahafo United  |
|    | HV | Agyemang Gyau       | 3 tháng 6, 1939 (24 tuổi)   |      |     | Real Republicans    |
|    | HV | Franklin Crentsil   |                             |      |     | Real Republicans    |
|    | HV | Emmanuel Oblitey    | 5 tháng 2, 1934 (29 tuổi)   |      |     | Real Republicans    |
|    | TV | Ben Acheampong      | 2 tháng 2, 1939 (24 tuổi)   |      |     | Real Republicans    |
|    | TV | Kofi Pare           | 28 tháng 11, 1938 (24 tuổi) |      |     | Real Republicans    |
|    | TV | Ofei Dodoo          |                             |      |     | Real Republicans    |
|    | TV | Kwame Adarkwa       |                             |      |     | Asante Kotoko       |
|    | TV | Edward Aggrey-Fynn  | 24 tháng 11, 1934 (28 tuổi) |      |     | Real Republicans    |
|    | TĐ | Edward Acquah       | 23 tháng 7, 1935 (28 tuổi)  |      |     | Real Republicans    |
|    | TĐ | Osei Kofi           | 3 tháng 6, 1942 (21 tuổi)   |      |     | Asante Kotoko       |
|    | TĐ | Wilberforce Mfum    | 28 tháng 8, 1936 (27 tuổi)  |      |     | Asante Kotoko       |
|    | TĐ | Leonard Acquah      |                             |      |     | Ghana Army          |
|    | TĐ | Mohamadu Salisu     | 10 tháng 9, 1934 (29 tuổi)  |      |     | Asante Kotoko       |

### Tunisia
Huấn luyện viên: 

| Số | VT | Cầu thủ              | Ngày sinh (tuổi)            | Trận | Bàn | Câu lạc bộ\| |
| -- | -- | -------------------- | --------------------------- | ---- | --- | ------------ |
|    | TM | Mahmoud Kanoun       |                             |      |     |              |
|    | TM | Sadok Sassi          | 15 tháng 11, 1945 (18 tuổi) |      |     |              |
|    | HV | Mohieddine Zeghir    |                             |      |     |              |
|    | HV | Hamadi Khouini       |                             |      |     |              |
|    | HV | Hédi Douiri          |                             |      |     |              |
|    | HV | Mohsen Keffala       |                             |      |     |              |
|    | HV | Ahmed Sghaïer        |                             |      |     |              |
|    | HV | Mohsen Habacha       |                             |      |     |              |
|    | HV | Mahfoudh Benzarti    |                             |      |     |              |
|    | TV | Mohamed Mahfoudh     |                             |      |     |              |
|    | TV | Abdelmajid Chetali   |                             |      |     |              |
|    | TV | Raouf Ben Amor       |                             |      |     |              |
|    | TV | Taoufik Ben Othman   |                             |      |     |              |
|    | TV | Jameleddine Naoui    |                             |      |     |              |
|    | TĐ | Hammadi Henia        | 27 tháng 10, 1933 (30 tuổi) |      |     |              |
|    | TĐ | Moncef Gayed         |                             |      |     |              |
|    | TĐ | Ammar Merrichko      |                             |      |     |              |
|    | TĐ | Mohamed Salah Jedidi |                             |      |     |              |
|    | TĐ | Aleya Sassi          |                             |      |     |              |
|    | TĐ | Mokhtar Chelbi       |                             |      |     |              |

## Bảng B

### Ai Cập
Huấn luyện viên: Foad Sedki

| Số | VT | Cầu thủ                       | Ngày sinh (tuổi)           | Trận | Bàn | Câu lạc bộ\|          |
| -- | -- | ----------------------------- | -------------------------- | ---- | --- | --------------------- |
|    | TM | Fathi Khorshid                |                            |      |     | Ghazl El-Mehalla      |
|    | TM | Reda Ahmed                    |                            |      |     | El Ittihad Alexandria |
|    |    | Fathi Bayoumi                 |                            |      |     | Ismaily               |
|    | HV | Mimi Darwish                  | 20 tháng 3, 1942 (21 tuổi) |      |     | Ismaily SC            |
|    | HV | Amin El-Esnawi                | 1933                       |      |     | Ittihad Suez          |
|    | HV | Mimi El-Sherbini              | 26 tháng 7, 1937 (26 tuổi) |      |     | Al Ahly               |
|    | HV | Sayed El-Tabbakh              |                            |      |     | Al Qanah              |
|    | HV | Mohammed Khalaf               |                            |      |     | Bahareya              |
|    | TV | Mohamed "Redha" Morsi Hussein | 1939                       |      |     | Ismaily SC            |
|    | TV | Rifaat El-Fanagily            | 1 tháng 5, 1936 (27 tuổi)  |      |     | Al Ahly               |
|    | TĐ | Hassan El-Shazly              |                            |      |     | Tersana               |
|    | TĐ | Mahmoud Hassan                |                            |      |     | Tersana               |
|    | TĐ | Moustafa Reyadh               | 5 tháng 4, 1941 (22 tuổi)  |      |     | Tersana               |
|    | TĐ | Taha Ismail                   | 8 tháng 2, 1939 (24 tuổi)  |      |     | Al Ahly               |
|    |    | Abdel-Latif Lotfi             |                            |      |     | El Ittihad Alexandria |
|    |    | Hassan Salem                  |                            |      |     | Tanta                 |
|    |    | Ezz El-Din Yaqoub             |                            |      |     | Olympic               |
|    |    | Abdo El-Kararti               |                            |      |     | Domiat                |

### Nigeria
Huấn luyện viên:  Jorge Augusto Penna

| Số | VT | Cầu thủ            | Ngày sinh (tuổi) | Trận | Bàn | Câu lạc bộ\|      |
| -- | -- | ------------------ | ---------------- | ---- | --- | ----------------- |
|    | TM | Emmanuel Omiunu    |                  |      |     | Lagos Police      |
|    | TM | Lateef Gomez       |                  |      |     | Lagos Railway     |
|    | HV | Adeniyi Omowon     |                  |      |     | WNDC Ibadan       |
|    | HV | Isaac Nnando       |                  |      |     | ABA               |
|    |    | Adetunji Shotayo   |                  |      |     | Lagos UAC         |
|    |    | Abiodun Lajide     |                  |      |     | Lagos Railway     |
|    | HV | Godwin Achebe      |                  |      |     | Lagos ECN         |
|    | HV | Babajide Johnson   |                  |      |     | WNDC Ibadan       |
|    | HV | Emmanuel Remi      |                  |      |     | Lagos Police      |
|    | HV | Augustine Oduah    |                  |      |     | Lagos ECN         |
|    | TV | Burniston Olayombo |                  |      |     | Lagos ECN         |
|    | TV | Kaiser Blankson    |                  |      |     | Stationery Stores |
|    | TĐ | Asuquo Ekpe        |                  |      |     | Ibadan Lions      |
|    | TV | Paul Hamilton      |                  |      |     | Lagos ECN         |
|    | TĐ | Joseph Bassey      |                  |      |     | Lagos ECN         |
|    | TĐ | Albert Onyeanwuna  |                  |      |     | Port Harcourt     |
|    |    | Shedrack Ajaero    |                  |      |     | Lagos ECN         |
|    |    | Chukwumah Igweonu  |                  |      |     | Port Harcourt     |

### Sudan
Huấn luyện viên:  Lozan Kotsev

| Số | VT | Cầu thủ                                    | Ngày sinh (tuổi)           | Trận | Bàn | Câu lạc bộ\|               |
| -- | -- | ------------------------------------------ | -------------------------- | ---- | --- | -------------------------- |
|    | TM | Eid "Sabbit" Dudu Damor (C)                | 1930 (aged 33)             |      |     | Al-Hilal Club              |
|    | HV | Samir Saleh Fahmy                          |                            |      |     | Al-Hilal Club              |
|    | HV | Ibrahim El-Kabir                           |                            |      |     | Al Ahli SC (Khartoum)      |
|    | HV | Amin Zaki                                  |                            |      |     | Al-Hilal Club              |
|    |    | Jaafar Gagarin                             | 1940 (aged 23)             |      |     | Al-Merrikh SC              |
|    | TV | Omar Moscow                                |                            |      |     | Al-Mourada SC              |
|    | TĐ | Abdel-Wahab "Jaqdoul" Abdel-Fadil Jadallah |                            |      |     | Al-Merrikh SC              |
|    | TV | Abdel-Majed Othman                         |                            |      |     | Al-Merrikh SC              |
|    | TV | Ibrahim "Ibrahouma" Mohammed Ali           |                            |      |     | Al-Merrikh SC              |
|    | TV | Nasr El-Din "Jaxa" Abbas                   | 13 tháng 8, 1944 (19 tuổi) |      |     | Al-Hilal Club              |
|    |    | Abdel-Aziz "Wazza" Ibrahim                 |                            |      |     | Al-Merrikh SC              |
|    | TĐ | Ibrahim Yahia El-Kuwarti                   |                            |      |     | Al-Hilal Club              |
|    |    | Abdellah Abbas                             |                            |      |     | Al-Merrikh SC              |
|    |    | Ali Sayed Ahmed Al-Sheikh                  |                            |      |     | Al-Mourada SC              |
|    | TĐ | Abdellah Wahaga                            |                            |      |     | Al-Hilal Club              |
|    | TĐ | Omar Ettoum                                |                            |      |     | Al-Mourada SC              |
|    |    | Mahjoub Alla Jabu                          |                            |      |     | Al Ahli SC (Khartoum)      |
|    | TV | Karar Hassan Karar                         |                            |      |     | Al-Ittihad SC (Wad Madani) |